# Yours If You Want It
«Yours If You Want It» — песня американской кантри-группы Rascal Flatts, вышедшая в качестве первого сингла с их 10-го студийного альбома Back to Us. Релиз прошёл 9 января 2017 года.

## История
Бас-гитарист группы Джей ДеМаркус заметил, соавтором песни был Andrew Dorff, скоропостижно скончавшийся в возрасте 40 лет незадолго до релиза
Песня получила положительные отзывы музыкальной критики, например от Taste of Country и Roughstock.
Песня стала 14-м синглом, достигшим первой позиции в кантри-чарте США. К июню 2017 года тираж сингла составил 88,000 копий в США.

## Позиции в чартах

### Еженедельные чарты
| Чарт (2017)                       | Наивысшая позиция |
| --------------------------------- | ----------------- |
| Канада (Billboard Country)        | 7                 |
| США (Billboard Hot 100)           | 71                |
| США (Billboard Country Airplay)   | 1                 |
| США (Billboard Hot Country Songs) | 13                |